# Sokule (powiat radzyński)
Sokule – wieś w Polsce położona w województwie lubelskim, w powiecie radzyńskim, w gminie Kąkolewnica nad Krzną Południową.
Wieś szlachecka Sokole położona była w drugiej połowie XVI wieku w ziemi łukowskiej województwa lubelskiego.
W latach 1975–1998 miejscowość należała administracyjnie do województwa bialskopodlaskiego.
Wieś stanowi sołectwo gminy Kąkolewnica. Według Narodowego Spisu Powszechnego z roku 2011 wieś liczyła 90 mieszkańców.
Wierni Kościoła rzymskokatolickiego należą do parafii Najświętszego Serca Pana Jezusa w Zarzeczu Łukowskim.